# Tosterglope
Tosterglope est une commune allemande de l'arrondissement de Lunebourg, Land de Basse-Saxe.

## Géographie
Tosterglope se situe dans le parc naturel d'Elbhöhen-Wendland.
|            | Bleckede    | Neu Darchau |
| Dahlem     | Tosterglope | Hitzacker   |
| Dahlenburg | Nahrendorf  |             |

Tosterglope est composé des quartiers de Gut Horndorf, Köhlingen, Tosterglope et Ventschau.

## Histoire
Tosterglope est mentionné pour la première fois en 1330 sous le nom de  "Toregelop".

## Source de la traduction
- (de) Cet article est partiellement ou en totalité issu de l’article de Wikipédia en allemand intitulé « Tosterglope » (voir la liste des auteurs).